# 羅賓·蘇利奴
羅賓·蘇利奴（Rubén Sobrino Pozuelo，1992年6月11日—）是西班牙的職業足球運動員，司職前鋒，現效力於西甲球隊加的斯。

## 外部連結
- Real Madrid official profile （西班牙文）
- BDFutbol profile （页面存档备份，存于）
- Futbolme profile （页面存档备份，存于） （西班牙文）
- La Preferente profile （西班牙文）